# وزغ هندی
وزغ هندی (نام علمی: Bufo stomaticus) نام یک گونه از تیره وزغ‌های راستین است. این گونه در سال ۱۸۶۴ میلادی توسط Lütken با توصیف نمونه ای از شرق هند طبقه‌بندی شده‌است.

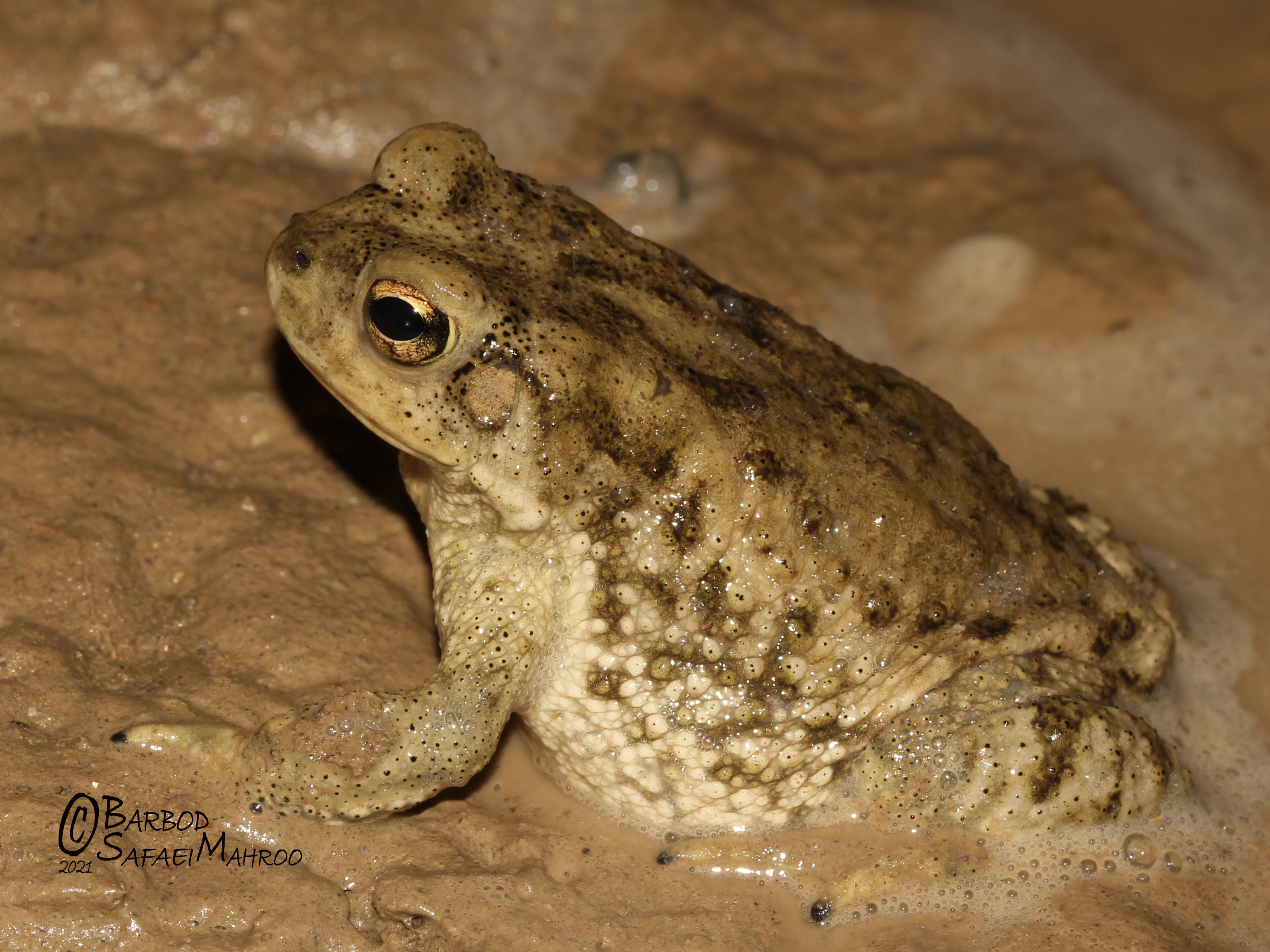
Firouzophrynus stomaticus

این وزغ در حال حاضر در سردهٔ جدیدی به نام وزغ‌های فیروز Firouzophrynus قرار دارد.
این گونه در کشورهای هندوستان، پاکستان، افغانستان و شرق ایران پراکنش دارد و نام‌های رایج آن عبارت است از وزغ هندی و وزغ دره ایندوس.